# Bisphenol BP
Bisphenol BP kurz (BPBP) ist eine chemische Verbindung aus der Gruppe der Bisphenole und ein Tetraphenylmethan-Derivat. BPBP ist eine mit Bisphenol A verwandte Verbindung und unterscheidet sich von diesem durch zwei Phenylsubstituenten am zentralen Kohlenstoffatom.

## Verwendung
Wie andere Bisphenole wird Bisphenol BP für die Herstellung von Polycarbonaten und Flammschutzmitteln eingesetzt, welche in zahlreichen Plastikprodukten und Möbeln Verwendung finden.